# Náměstí Přemysla Otakara II.
Náměstí Přemysla Otakara II. je centrální veřejné prostranství v historickém středu Českých Budějovic, v současné době pojmenované po zakladateli města, českém králi Přemyslu Otakaru II, rozlohou 1,7 ha je jedním z největších a po náměstí ve Vysokém Mýtě druhým největším čtvercovým náměstím v České republice.

## Historie
V dřívějších dobách se náměstí říkalo různě, písemně je zaznamenaný název Hlavní náměstí. Od roku 1915 neslo náměstí následující pojmenování:
- od 4. června 1915 Kaiser-Franz-Josef-Platz
- od 11. listopadu 1918 náměstí Svobody
- od 24. května 1934 Masarykovo náměstí
- za okupace Adolf Hitler Platz
- od 9. května 1945 Masarykovo náměstí
- od 26. září 1951 Žižkovo náměstí
- od 1. ledna 1991 náměstí Přemysla Otakara II.

Téměř pravidelná čtvercová plocha náměstí má rozměry cca 133×133 m. Byla vytyčena okolo roku 1265 Hirzem a okolo ní byly vyměřeny parcely šířky kolem 8 m pro stavbu měšťanských domů. Náměstí bylo postupem času vydlážděno a byla na něm zbudována studna a popraviště (na jeho místě se dnes nachází bludný kámen). Nějakou dobu na něm stály i masné krámy, než byly z příkazu Karla IV. strženy a přemístěny do dnešní Krajinské ulice. V první polovině 20. století jezdily po krajních stranách náměstí též tramvaje. Poblíž severovýchodního rohu náměstí se nachází Černá věž a katedrála svatého Mikuláše.

### Bludný kámen

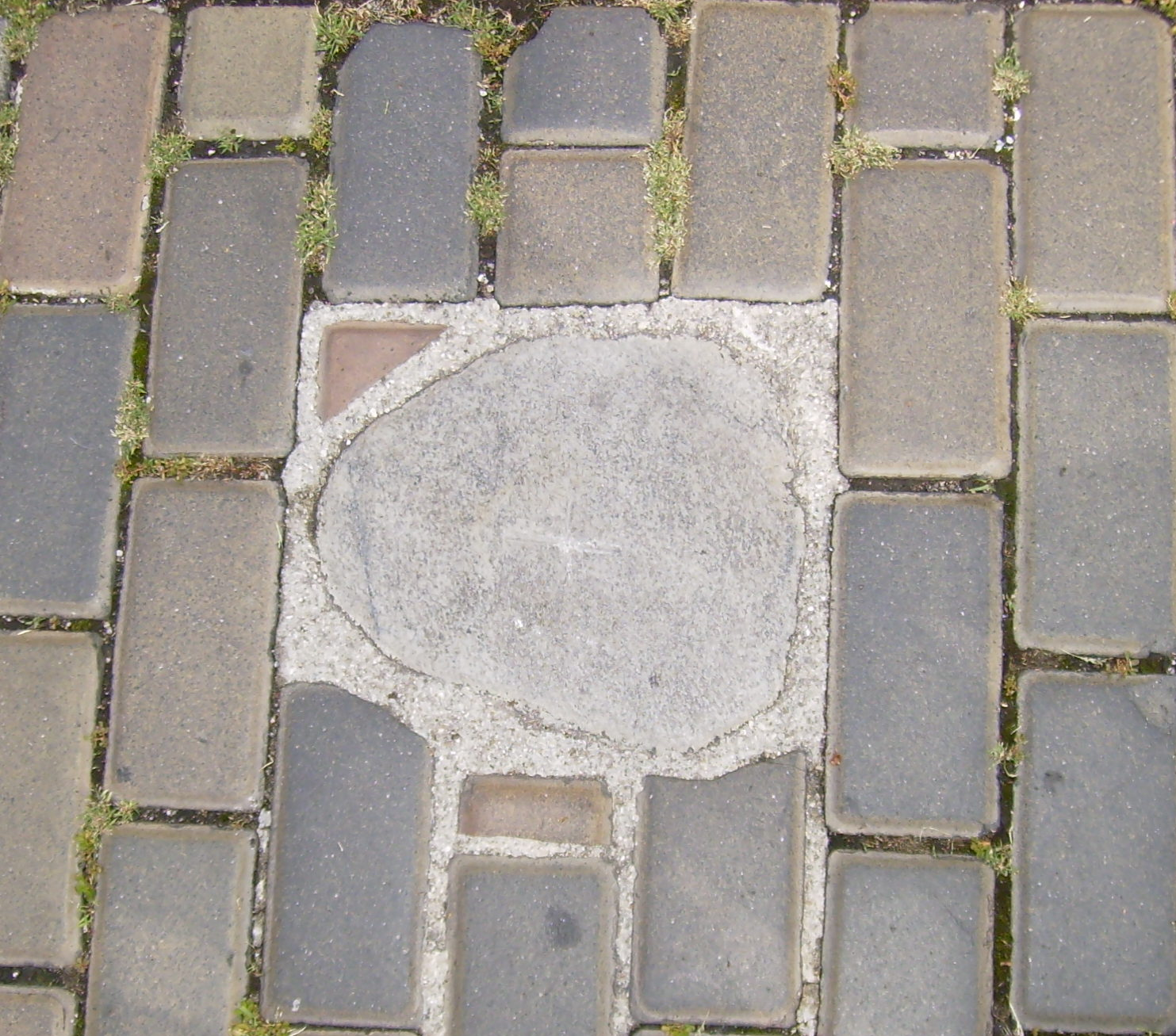
bludný kámen

V jihovýchodní části náměstí je v pravidelné keramické dlažbě oblý, cca 30 cm velký kámen s křížkem. Podle pověsti na tomto místě stával popravčí špalek. V roce 1470 nebo 1478 na něm bylo údajně popraveno 10 mladíků podezřelých z vraždy rychtáře. Spisovatelka Zdeňka Bezděková na motivy tohoto příběhu napsala povídku Bludný kámen.
Současná pověst říká, že kdo překročí kámen v určitou hodinu, zabloudí.
V roce 2010 se skupince mladíků podařilo kámen vykopat, při činu je zadržela městská policie. Od té doby je z bezpečnostních důvodů kámen zabetonovaný do země.

### Samsonova kašna
Dnešní dominanta náměstí, Samsonova kašna, byla zbudována ve 20. letech 18. století uprostřed náměstí. Na jižním rohu západní strany náměstí stojí Radnice, která svoji dnešní podobu získala zhruba během přestavby v letech 1684–1747.

## Rozloha náměstí
Náměstí má téměř čtvercový tvar. Jižní strana má délku 132,5 m, severní 137,4 m, východní 134,1 m a západní 134 m. Uprostřed náměstí se nachází plocha dlážděná keramickou dlažbou z roku 1939, která má rozměr 80×80 m, ke které z každé strany přiléhá 10 m široký pruh, využitý mj. jako parkoviště. Tato plocha má tedy výměru 1 ha (kvůli zaoblení rohů 9 954 m²), celé náměstí pak 17 768 m². Návrh této úpravy náměstí pochází od profesora Pavla Janáka, dlaždičky byly vyrobeny v Šatově.
Rozlohou je větší stejnojmenné náměstí ve Vysokém Mýtě, avšak to budějovické má tvar bližší čtverci.

## Zástavba
Kolem náměstí se nachází celkem 48 domů, 39 z nich má adresu na náměstí, zbylé spadají do okolních ulic.

### Západní strana
Na západní straně náměstí je celkem 10 budov, 9 adres.
V jihozápadním rohu ústí do náměstí ze západu ulice Radniční a z jihu Biskupská.
| Čo            | Čp. | Název             | Foto    | popis |
| ------------- | --- | ----------------- | ------- | --- |
| 1             | 1   | Radnice           | Radnice | Barokní budova z let 1727–1730, spolu s číslem 2 slouží jako magistrát města.                                            |
| 2             | 2   | Nová radnice      | Radnice | Neoklasicistně přestavěný bývalý hostinec, sídlí zde úřední přepážky magistrátu.                                         |
| 3             | 6   | Stoltzův dům      |         | Jeden z nejstarších domů ve městě, současná klasicistní podoba z konce 19. století.                                      |
| 4             | 7   | U Zlatého jelena  |         | Dům s pozdně gotickým jádrem. Dle nedoložené pověsti zde byl zabit bratr Jana Žižky.                                     |
| 5             | 8   | Hansenův dům      |         | Původně gotický dům. Před domem stávaly tribunu při různých manifestacích za dob socialismu.                             |
| 6             | 10  | Vogarelliho dům   |         | Jméno má po Vincencovi Vogarellim, třetím ze stavitelů Černé věže.                                                       |
| 7             | 11  | U Černého medvěda |         | Dům s barokním průčelím a gotickými arkádami.                                                                            |
| 8             | 12  | U Stehlíčků       |         | Dům s klasicistní fasádou a zachovanými gotickými prvky v interiéru.                                                     |
| 9             | 13  | Petříkův dům      |         | Dům s gotickým jádrem klasicistně přestavěn kolem roku 1820.                                                             |
| Piaristická 1 | 16  | Mallnerův dům     |         | Dům s empírovou fasádou a gotickým jádrem. Mezi oblouky podloubí bylo v roce 1994 při přestavbě obnoveno gotické okénko. |

### Severní strana
Severní strana má 13 domů, 9 adres.
V severozápadním rohu ústí do náměstí ze západu ulice Piaristická a ze severu Krajinská.
| Čo             | Čp. | Název                 | Foto | popis |
| -------------- | --- | --------------------- | ---- | --- |
| Krajinská 2    | 36  | Puklicův dům          |      | Secesně upravený dům, ve kterém byl v roce 1467 ubit Ondřej Puklice ze Vztuh, purkmistr. |
| 10             | 39  | Lamplův dům           |      | Původně gotický, později renesanční dům, v 19. století upraven klasicistně. |
| 11             | 41  | U Římského císaře     |      | Renesanční dům s barokní fasádou, nad atikou je busta císaře Trajána. Originál sochy od Josefa Dietricha je vystaven v expozici Příběh města v Jihočeském muzeu. |
| 12             | 42  | U Modrého střelce     |      | Původně gotický dům, přestavěn renesančně a po roce 1934 přestavěn do současné podoby. |
| 13             | 49  | Dům Daudlebských      |      | Gotický dům se zachovanou fasádou z 16. století a se zachovanými původními stropy. |
| 14             | 50  | Metelcův dům          |      | Původně gotický dům přestavěn na konci 19. století klasicistně včetně hranatých sloupů s překlady v podloubí, v roce 1984 částečně ubourán. |
| 15             | 55  | Čermákův dům          |      | Dům s renesančně-barokním průčelím a zachovanými renesančními a gotickými prvky, včetně gotické kaple. V letech 1624 až 1627 dům vlastnil Baltasar Marradas, který jej v roce 1627 věnoval Servatiovi della Fossovi, zeti českobudějovického primátora Kašpara Daudlebského, odměnou za věrnost. |
| Plachého 1     | 56  | Lukešův dům           |      | Dům byl v roce 1928 přestavěn modernisticky a art deco. Sídlila zde firma Lukeš, největší oděvní obchod na jihu Čech. V roce 1986 upraven renesančně. |
| Plachého 2     | 57  | U Tří červených křížů |      | Dům se třemi nestejnými oblouky podloubí. V domě začíná pasáží Plachého ulice. |
| 16             | 58  | Obecní dům            |      | Původně dva gotické domy, v současnosti upraven klasicistně. |
| 17             | 67  | Försterův dům         |      | Jeden z nejstarších domů ve městě (doložen v roce 1380). Má vysokou valbovou střechu a renesanční štít. |
| 18             | 68  | Kolatschkův dům       |      | (též Koláčkův dům) je dům s renesanční fasádou, ve které se zachovaly fragmenty gotických oken a štukový ovál nezjištěného domovního znamení. |
| U Černé věže 1 | 69  | Záložna               |      | Funkcionalistický dům z let 1934–1936 na místě původního secesního, dnes Česká spořitelna. |

### Východní strana
Na východní straně je celkem 13 domů, 11 adres.
V severovýchodním rohu ústí do náměstí ze severu ulice U Černé věže a z východu Kanovnická.
| Čo           | Čp. | Název                    | Foto | popis |
| ------------ | --- | ------------------------ | ---- | --- |
| Kanovnická 2 | 76  | Dům Terezie Försterové   |      | Původně gotický dům s renesančním průčelím z roku 1565 a jedním obloukem podloubí.                                                                     |
| 19           | 77  | U Jezdce svatého Jiří    |      | Dům s renesanční fasádou, jeden oblouk podloubí je doložen již v roce 1602.                                                                            |
| 20           | 78  | U Červeného jelena       |      | Dům s renesančním průčelím, barokním štítem a klasicistními i barokními štukaturami.                                                                   |
| 21           | 79  | U Zlatého sklípku        |      | Dům byl v 18. století upraven rokokově. V kartuši je klečící mnich s lebkou u nohy.                                                                    |
| 22           | 80  | U Zlaté hvězdy           |      | Dům s pozdně barokním štítem, který zachovává renesanční tvar.                                                                                         |
| 23           | 83  | Knappův dům              |      | Dům býval stavebně propojen se sousedním domem č. 24.                                                                                                  |
| 24           | 84  | U Haasů                  |      | Dvojdům vyhořel v roce 1641 a byl barokně obnoven. |
| 25           | 87  | Knihkupectví             |      | Původně gotický dům v roce 1641 vyhořel a dlouhá léta nebyl opraven. Již přes 90 let se v domě drží různá knihkupectví.                                |
| 26           | 88  | Kollmannův dům (Lékárna) |      | Původně gotický dům, naposledy přestavěn na přelomu 19. a 20. století.                                                                                 |
| 27           | 89  | U Tří kohoutů            |      | Secesní stavba z let 1903–1906. Součást Hotelu Zvon.                                                                                                   |
| 28           | 90  | U Stříbrného zvonu       |      | Původní dva gotické domy byly v 16. století spojeny do jednoho, později upraveny barokně, barokní prvky odstraněny v 19. století. Součást Hotelu Zvon. |
| 29           | 91  | Ausobského dům           |      | Klasicistně upravený dům se zachovalým goticko-renesančním jádrem. Součást Hotelu Zvon.                                                                |
| Karla IV. 1  | 92  | Palác Včela              |      | Dům z let 1895–6, postaven pro německý peněžní ústav Spar und Vorschussverein Biene, česky Včela. Ornamenty včel a úlu mají symbolizovat spořivost.    |

### Jižní strana
Jižní strana má 12 domů, 10 adres.
V jihovýchodním rohu ústí do náměstí z východu ulice Karla IV. a z jihu Dr. Stejskala.
| Čo              | Čp. | Název                     | Foto | popis |
| --------------- | --- | ------------------------- | ---- | --- |
| Dr. Stejskala 2 | 113 | U (Bílého) jelena         |      | Renesanční dům, do roku 1998 s empírovou fasádou. V roce 1998 bylo odkryto renesanční sgrafito s jelenem. |
| 30              | 114 | U Bílého anděla           |      | Renesanční dům s gotickým jádrem. V roce 1911 byl při úpravách domu objeven poklad se zlatými a stříbrnými mincemi. |
| 31              | 115 | Nakladatelství Kratochwil |      | Renesanční dům, ve 20. letech 20. století upraven, patro bylo vysazeno na konzoly v podobě sov. |
| 32              | 117 | Dům Kniha                 |      | Renesanční dům, barokně přestavěn a na konci 19. století upraven. V podloubí se zachovala křížová hřebínková klenba. |
| 33              | 118 | Erbenův dům               |      | Renesanční dům, barokně upravený, Zachovaly se rokokové štuky. |
| 34              | 121 | U Bílé labutě             |      | Gotický dům s renesančním průčelím. V roce 1967 byl odkryt první dřevěný gotický strop ve městě. |
| 35              | 122 | Wichtův dům               |      | Renesanční dům byl po požáru v roce 1968 přestavěn, další přestavba byla v roce 1929, kdy i přes vydané stavební povolení byl postaven pouze jeden oblouk podloubí místo předepsaných dvou.                                                            |
| 36              | 123 | Čertíkův dům              |      | Původně gotický dům vyhořel v roce 1868. Po požáru byl opraven ve směsi slohů. Na začátku 90. let je chtěl tehdejší majitel, Čedok, přestavět. Domy byly i se sousedním hotelem Slunce až na fasádu zbourány a následně zde stála 8 let pouze průčelí. |
| 37              |     | Hotel Slunce (Dvořák)     |      | Od roku 2001 Hotel a galerie Dvořák. |
| 38              | 127 | Dům umění                 |      | Klasicistně upravený goticko-renesanční dům je od roku 1761 v majetku města či státní instituce. |
| 39              | 128 | Čedok                     |      | Po požáru v roce 1868 byl obnoven v historizujícím stylu, do současné barokní podoby byl upraven v letech 1983–1987. |
| Biskupská 1     | 129 | Stará pošta               |      | V letech 1782–1918 zde sídlila pošta a telegrafní úřad, telefon a telegraf zde zůstaly až do roku 1922/3. |